# Epická poezie
Epická poezie je označení pro básnické dílo, jehož základní obsahovou složkou je děj, popis událostí a interakce mezi postavami. Ten bývá doplněn popisem prostředí a charakterů a také dialogy.
Zpravidla jde o rozsáhlejší básnická díla, k nejběžnějším žánrům patří epos a balada. Epická poezie vznikala především v nejstarším období, v antické a lidové poesii, pozdější epická díla jsou zpravidla reminescencemi na antické a lidové texty. V moderní poezii je značně neobvyklá.
Opakem epické poezie je poezie lyrická, v níž tvoří dominující část obsahu vnější či vnitřní popis bez časového rozměru. Jakousi kombinací je lyrickoepická poezie, kde slouží lyrické básnické prostředky (popisy, úvahy) k vyjádření souvislého děje.